# Aeropuerto Internacional El Dorado
El Aeropuerto Internacional El Dorado (IATA: BOG, OACI: SKBO), más conocido como Aeropuerto El Dorado, es el principal aeropuerto de Colombia. Se encuentra localizado dentro de Bogotá, a unos 12 km al occidente del Centro Internacional de Bogotá, entre las localidades de Fontibón, Engativá y parte del municipio de Funza, Cundinamarca. El mismo ocupa un área aproximada de 6,9 km².
Es el primer aeropuerto de Iberoamérica en volumen de carga y en volumen de pasajeros, el decimocuarto en América, y uno de los más importantes hubs de Sudamérica debido a que posee una posición privilegiada y estratégica, dado que se encuentra en la parte media del continente americano, facilitando su comunicación con todos los continentes. Por esta razón, es conocido mundialmente como El Hub de las Américas. El aeropuerto recibió su nombre en 1959 en memoria de la leyenda de El Dorado. En 2012, se añadió a su nombre original el nombre de Luis Carlos Galán Sarmiento en honor a este político colombiano.
Ganó el premio Skytrax al mejor personal en América del Sur en 2016 y en 2022, así como el primer puesto en la lista de los mejores aeropuertos de América Latina desde 2022  consecutivamente. Por otra parte, en la lista de los mejores aeropuertos del mundo, El Dorado consiguió el puesto 39 en la lista de 2024.

## Descripción

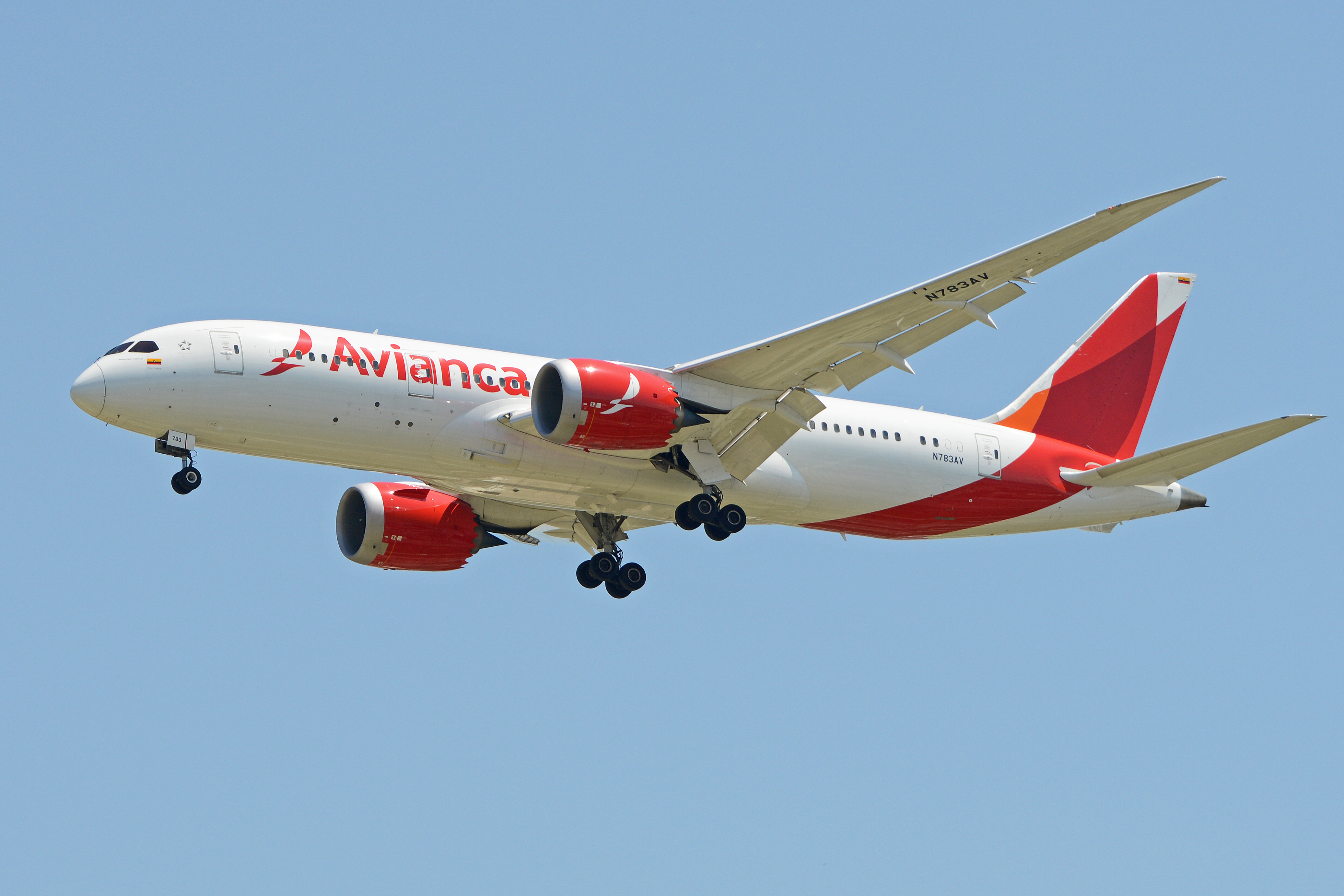
El Dorado es el aeropuerto principal de Avianca.

El Aeropuerto Internacional El Dorado cuenta con dos terminales para pasajeros:
La Terminal 1 o T1 fue inaugurada en 2012. Posee dos niveles, el inferior y el superior. Estos se distinguen por los arribos y las partidas, respectivamente, sean nacionales o internacionales. Tiene, asimismo, 32 puentes de abordaje. En esta terminal operan 26 aerolíneas con más de 70 destinos.
El edificio tiene forma de letra “h”, y está dividido en dos muelles: el internacional y el nacional. El primero fue abierto en 2012. Tiene diez puentes de abordaje y cinco más compartidos con el muelle nacional. El proceso de emigración e inmigración es bastante lento, aunque cuenta con la presencia de máquinas de migración automática y biométricas con el iris.
La Terminal 2, o también llamado Puente Aéreo, es una terminal anexa inaugurada en 1981 que actualmente atiende exclusivamente los vuelos de Clic, Jet Smart y Satena. Avianca anteriormente operaba solo algunos de sus vuelos nacionales en la Terminal 2, pero posteriormente trasladó estas a la Terminal 1 en el 2018, por ende el edificio de la Terminal 2 recibe únicamente los vuelos de la aerolínea estatal SATENA, la de bajo costo Jet Smart y de la aerolínea regional Clic.
Además, el aeropuerto cuenta con una moderna terminal de carga, inaugurada en 2010, que atiende el mayor movimiento de carga aérea en Colombia y América Latina, el cual asciende a 637 153 toneladas en 2012. Está también dividida en dos secciones: la de vuelos nacionales y la de vuelos internacionales.
En 2017, se entregaron nuevas obras al Aeropuerto El Dorado, entre las cuales se incluyen 50 ascensores, 20 escaleras eléctricas, casi 24 000 m² de áreas comerciales con más de 30 marcas, 1669 cupos de parqueaderos, seis salas vip (entre ellas, una sala propia del aeropuerto y una de Copa Club), y capacidad para movilizar más de 7200 maletas por hora, entre otras.
En cuanto a las posiciones, antes de iniciar la transformación El Dorado contaba con 20 de contacto y 10 remotas, y ahora llegó a 39 de contacto y 13 remotas. Se amplió tanto el muelle nacional como el internacional. Con esto se busca que el aeropuerto siga siendo el mejor de Latinoamérica y uno de los mejores a nivel mundial.
Su ubicación es en la Avenida calle 26 #103-09. En la Localidad de Fontibón.

## Historia
La terminal de pasajeros El Dorado fue diseñada durante el régimen militar del general Gustavo Rojas Pinilla para reemplazar al Aeropuerto de Techo. Su construcción se inició en 1955 y entró en servicio a finales del año 1959 con las demás dependencias del entonces nuevo aeropuerto inaugurado por el presidente Alberto Lleras Camargo.
La Sociedad de Mejoras y Ornato de Bogotá fue la encargada de la decoración externa del aeropuerto. El 29 de septiembre, después de reunirse la Junta directiva de la ECA, se fijó el 10 de diciembre de 1959 como la fecha de inauguración.
El 28 de octubre, el gerente de la ECA, René Van Meerbeke, recomendó la ubicación del nombre del aeropuerto en la parte central de la fachada del edificio; sin embargo, el nombre fue motivo de grandes reflexiones: se buscaba un nombre terrígena, corto, fácil de pronunciar y que rememorara la cultura aborigen que ocupó la Sabana de Bogotá. Así las cosas, se escogió El Dorado como la denominación más acertada para la nueva terminal. Después de muchas discusiones de académicos encabezados por el profesor Luis López de Mesa, el padre Félix Restrepo y Alberto Miramón y mediante decreto se determinó este como el nombre del aeropuerto, escrito sin espacios, conformando una sola palabra.
El 10 de diciembre de 1959, fue inaugurado el aeropuerto internacional Eldorado con una espectacular exposición aeronáutica, que se inició desde el 6 de diciembre: 16 aviones, 12 a propulsión a chorro y cuatro B-26 fueron los que más impresión causaron dentro del público.
En los archivos de la firma de arquitectos e ingenieros Cuéllar, Serrano, Gómez y Cía., que participó en la construcción del aeropuerto y de la Sociedad de Mejoras y Ornato, no se encuentra registro de cuál fue la empresa que fabricó el letrero de Eldorado; tampoco se conoce el peso de las ocho letras, que desde que fueron instaladas no necesitaron mantenimiento.
En 1981, Avianca emprendió la construcción del Terminal Puente Aéreo inaugurado por el entonces presidente Julio César Turbay Ayala como aeropuerto anexo para canalizar los vuelos desde Bogotá a Medellín, Miami, Cali y Nueva York.
En 1990, empezaron a funcionar desde el tercer nivel del edificio-terminal las principales dependencias del Departamento Administrativo de Aeronáutica Civil, entidad estatal que reemplazó a la desaparecida Empresa Colombiana de Aeródromos. Es en este año cuando aparece la edificación del Centro de Estudios Aeronáuticos. Asimismo, en los terrenos centrales localizados en la zona oriental del predio aeroportuario surge el Centro Nacional de Aeronavegación.
En 1998, se inauguró la segunda pista del aeropuerto, la cual ha recibido mucha disconformidad por parte de los residentes de la cercana zona de Fontibón, debido a las incesantes operaciones aéreas durante el día y la noche.
En 2012, en concordancia con la Ley 75 de 1989, que honra la memoria de Luis Carlos Galán, la ley 1529 de 2012 oficializa el cambio de nombre de “Aeropuerto Internacional El Dorado” a “Aeropuerto Internacional El Dorado Luis Carlos Galán Sarmiento”, incluyendo el espacio entre “El” y “Dorado”, y el nombre del político bumangués. Este cambio de nombre generó una fuerte polémica, en especial por los costos asociados al mismo, y por la inexistente relación entre Galán y el aeropuerto.
A finales de 2017, se entregó en su totalidad todas las obras correspondientes al Aeropuerto Internacional El Dorado. La terminal de pasajeros del aeropuerto pasó de 173 000  a 235 000 m² (metros cuadrados), con la posibilidad de atender hasta 43 000 000 (cuarenta y tres millones) de personas al año.
Debido a la pandemia de coronavirus en 2020 (pandemia de COVID-19 en Colombia), que conllevó a un cuarentena nacional y restricciones al transporte aéreo, el Aeropuerto Internacional El Dorado suspendió temporalmente los vuelos comerciales internacionales y nacionales, con excepción de vuelos humanitarios, hasta el 1 de septiembre de 2020.
Desde el 1 de septiembre de 2020, se reabrió el aeropuerto con 15 rutas habilitadas en Colombia y, en lo internacional, dos vuelos hacia Miami. A nivel nacional, serán 15 nuevos destinos desde Bogotá así: Rionegro (Medellín) - Cali - Cartagena - Barranquilla - Pereira - Santa Marta - Bucaramanga - Cúcuta - Montería - San Andrés - Medellín - Ibagué - Villavicencio - Pasto - Leticia.

### Proyecto de renovación

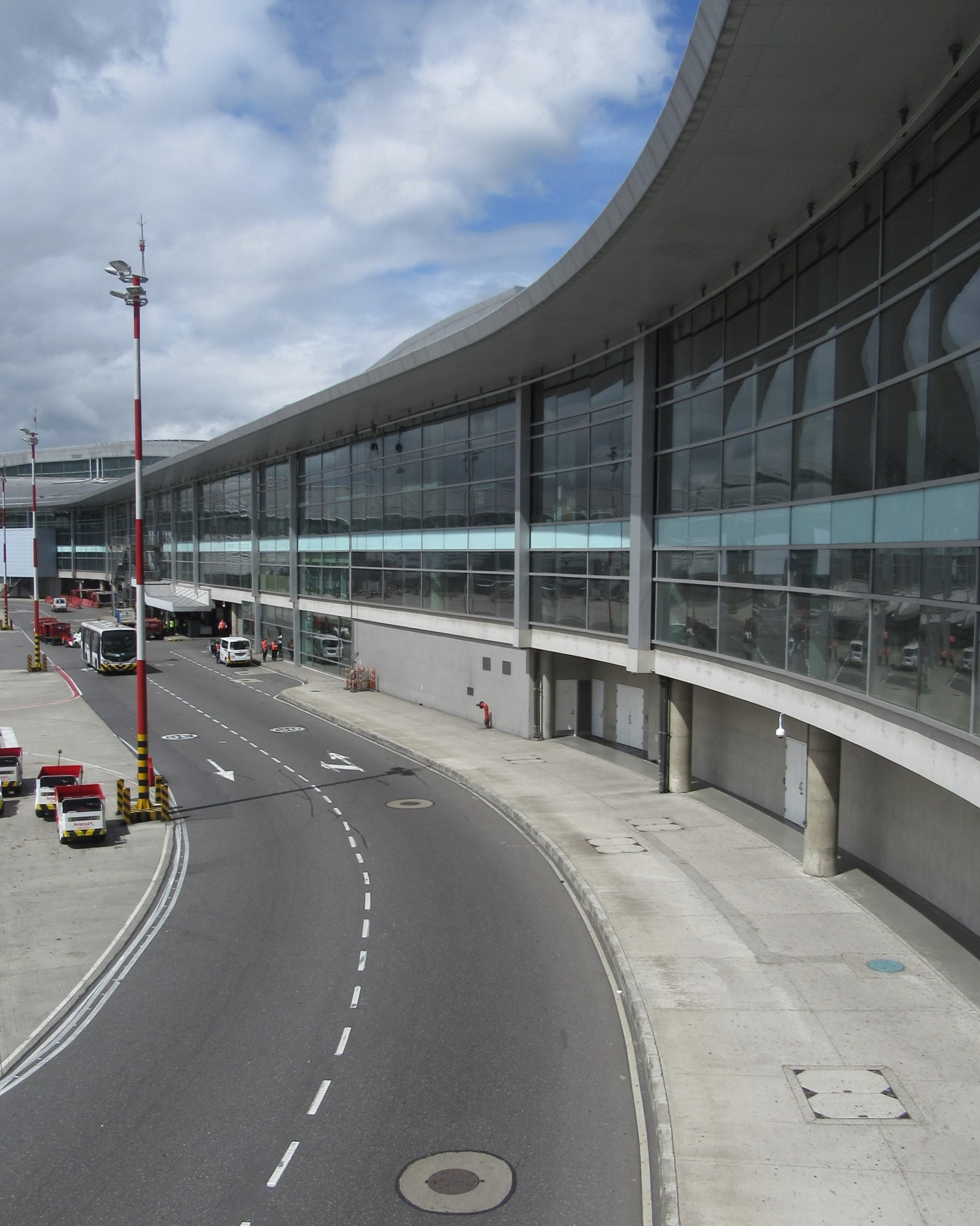
Ventanales del muelle nacional tras la renovación de los años 2000.

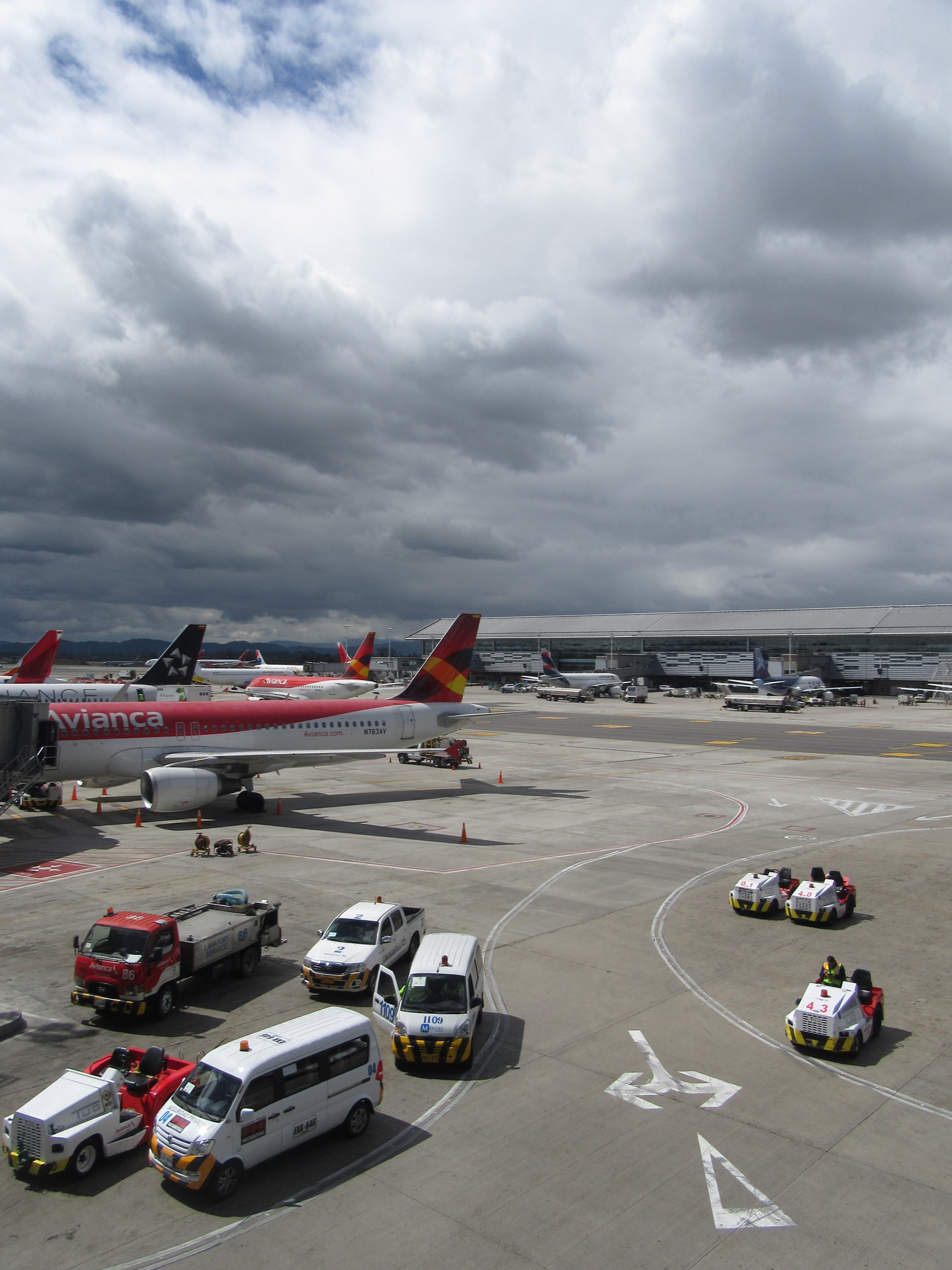
Plataforma del muelle nacional

La alta demanda de pasajeros llevó a que se desarrollara un proyecto para construir un aeropuerto más moderno y con mayor capacidad, tanto para vuelos comerciales como de carga. Inicialmente, se había planeado realizar únicamente la remodelación y ampliación de la terminal antigua. Sin embargo, se decidió crear un nuevo aeropuerto. 
El Aeropuerto El Dorado fue entregado el 7 de febrero de 2007 en concesión al consorcio OPAIN como empresa operadora del mismo, luego de una publicitada y debatida licitación. OPAIN, desde un comienzo, había propuesto la demolición del aeropuerto y había presentado incluso un nuevo diseño para reemplazarlo, pero el Gobierno se opuso firmemente por cuestiones presupuestales y legales. El Gobierno aceptó la propuesta de OPAIN de demoler el edificio el 14 de marzo de 2008.
Para llegar a soportar, en ese momento, una demanda de 16 000 000 de pasajeros y 1 500 000 (un millón quinientas mil) toneladas de carga al año, OPAIN planeó trasladar la terminal de carga para permitir la ampliación de la terminal de pasajeros y garantizar también el acceso a través de, por lo menos, una vía adicional a la existente de la calle 26.
El 19 de septiembre de 2007 empezó la ejecución del Hito 1 del plan de modernización y expansión de El Dorado. Este consistió en la expansión del hall central de la terminal hoy existente y la instalación del sistema CUTE en el mismo. Estos trabajos finalizaron en marzo de 2008, mes en que se dio inicio a la ejecución del Hito 2 que correspondía a la construcción de la nueva terminal de carga, un nuevo edificio para la Aerocivil, una nueva estación de bomberos, un centro administrativo de carga y un edificio de cuarentena. Este Hito se concluyó en septiembre de 2009.
A finales de noviembre de 2009 se comenzó a construir la Terminal 1 en el lado norte de la terminal actual. Esto requirió la demolición de las terminales de carga nacional, cuyas operaciones fueron trasladadas a la antigua terminal de carga internacional (a su vez remodelada). El proyecto se entregó a finales de julio de 2012 para pruebas operacionales. La hoy denominada T1 (o Terminal 1) empezó a funcionar el 19 de octubre de ese mismo año. Posteriormente, se inició la construcción de la terminal para vuelos nacionales, correspondiente al muelle sur de la estructura y a una parte del muelle norte.
La renovada terminal aérea más importante de Colombia fue entregada en su totalidad en diciembre de 2017. En 10 años, el aeropuerto pasó de recibir 16 000 000 (dieciséis millones) a poco más de 35 000 000 (treinta y cinco millones) de pasajeros por año.

## El Dorado II, El Dorado Max
En 2015, se anunció el proyecto de construcción de un aeropuerto satélite denominado El Dorado II, que complementaría las operaciones actuales del aeropuerto principal. Se preveía que la nueva terminal aérea estaría en operaciones para 2022. Costaría COP$3,5 billones y esperaba efectuar 71 000 operaciones al año. Se localizaría entre los municipios de Madrid y Facatativá, en una extensión de 19,8 km² (kilómetros cuadrados), en el departamento de Cundinamarca.
En 2018, se esperaba adjudicar y licitar el proyecto de El Dorado II, que debería estar listo para el 2022. En el mes de agosto de 2018, la ANI entregó estudios y diseños del terminal aéreo. También se esperaba una planta de energía solar.
Sin embargo, la construcción de dicha terminal fue bastante controvertida, pues no había sido analizada en todos sus aspectos técnicos y operativos, por lo cual actualmente no se ha puesto en marcha el proyecto.
El día 1 de abril de 2025 se presentó la socialización del proyecto dorado max donde se propuso la ampliación de las instalaciones del aeropuerto donde se planteó la IP ante la comunidad, indicando los componentes de la extensión de las instalaciones así como las vías de conexión. Se espera en 2026 sea adjudicado ya sea a Odinsa aeropuertos o ganador de la licitación, iniciando su construcción en 2028 y puesta en funcionamiento en 2035.

## Aerolíneas y destinos

### Pasajeros
El aeropuerto ofrece un total de 108 destinos:48 nacionales y 60 destinos internacionales que conectan a América del Norte, América Central y El Caribe, América del Sur, Europa y Asia.
| Aerolíneas               | Destinos | Alianza       |
| ------------------------ | --- | ------------- |
| Aerolíneas Argentinas    | Buenos Aires–Aeroparque | SkyTeam       |
| Aeroméxico               | Ciudad de México | SkyTeam       |
| Air Canada               | Montreal–Trudeau, Toronto–Pearson | Star Alliance |
| Air Europa               | Madrid | SkyTeam       |
| Air France               | París–Charles de Gaulle | SkyTeam       |
| American Airlines        | Dallas/Fort Worth, Miami | Oneworld      |
| Arajet                   | Punta Cana, Santo Domingo–Las Américas | N/A           |
| Avianca                  | Arauca, Armenia, Aruba, Asunción, Barcelona, Barranquilla, Belém (inicia el 27 de octubre de 2025), Boston, Bucaramanga, Buenos Aires–Aeroparque, Buenos Aires–Ezeiza, Cali, Cancún, Caracas, Cartagena, Chicago–O'Hare, Ciudad de Guatemala, Ciudad de México, Ciudad de Panamá–Tocumen, Cusco, Cúcuta, Curazao, Dallas/Fort Worth, Fort Lauderdale, Georgetown–Cheddi Jagan, Guayaquil, La Habana (Finaliza 31 de agosto del 2025), La Paz, Leticia, Lima, Londres–Heathrow, Madrid, Manaus, Medellín–JMC, Miami, Montería, Monterrey (Inicia 26 de octubre del 2025), Montevideo, Montreal–Trudeau, Nueva York–JFK, Orlando, Paris–Charles de Gaulle, Pasto, Pereira, Punta Cana, Quibdó, Quito, Río de Janeiro–Galeão, Riohacha, San Andrés Islas, San Juan, San Salvador, Santa Marta, Santiago de Chile, Santo Domingo–Las Américas, São Paulo–Guarulhos, Tampa, Toronto–Pearson, Valledupar, Washington–Dulles | Star Alliance |
| Avianca Costa Rica       | San José (CR) | Star Alliance |
| Avianca Ecuador          | Aruba, Buenos Aires–Ezeiza, Ciudad de Panamá–Tocumen, Córdoba (AR), Curazao, Guayaquil, Quito, Santa Cruz de la Sierra–Viru Viru | Star Alliance |
| Avianca El Salvador      | San Salvador | Star Alliance |
| Avianca Express          | Barrancabermeja, Bucaramanga, Cúcuta, Ibagué, Ipiales, Neiva, Pereira, Popayán, Santa Marta, Villavicencio, Yopal | Star Alliance |
| Avianca Guatemala        | Ciudad de Guatemala | Star Alliance |
| Avior Airlines           | Caracas | N/A           |
| Clic Air                 | Arauca, Barrancabermeja, Bucaramanga, Cartagena, Cúcuta, Florencia, Manizales, Medellín–Olaya Herrera, Neiva, Pereira, Popayán, Puerto Asís, Quibdó, San Vicente del Caguán, Tumaco, Yopal Estacional: Buenaventura, Cali, La Macarena, Pitalito, Villavicencio | N/A           |
| Copa Airlines            | Ciudad de Panamá–Tocumen | Star Alliance |
| Delta Air Lines          | Atlanta | SkyTeam       |
| Edelweiss Air            | Estacional: Zúrich | Star Alliance |
| Emirates                 | Dubái–International, Miami | N/A           |
| Gol Linhas Aéreas        | Brasilia, Manaos | N/A           |
| Iberia                   | Madrid | Oneworld      |
| JetSMART                 | Estacional: Santiago de Chile | N/A           |
| JetSMART Colombia        | Cali, Cartagena, Medellín–JMC, Pereira, San Andrés Islas (Inicia 15 de octubre del 2025), Santa Marta | N/A           |
| KLM                      | Ámsterdam | SkyTeam       |
| Laser Airlines           | Caracas | N/A           |
| LATAM Chile              | Miami, Santiago de Chile | N/A           |
| LATAM Colombia           | Armenia, Barranquilla, Bucaramanga, Cali, Caracas, Cartagena, Cúcuta, Ibagué, Leticia, Lima, Medellín–JMC, Miami, Montería, Neiva, Orlando, Pasto, Pereira, Riohacha, San Andrés Islas, Santa Marta, São Paulo–Guarulhos, Yopal Estacional: Aruba (reinicia el 1 de diciembre de 2025), Belém (inicia el 1 de noviembre de 2025), Curazao (reinicia el 1 de diciembre de 2025) | N/A           |
| LATAM Ecuador            | Quito | N/A           |
| LATAM Perú               | Lima | N/A           |
| Lufthansa                | Fráncfort | Star Alliance |
| Plus Ultra Líneas Aéreas | Madrid | N/A           |
| SATENA                   | Aguachica, Apartadó, Arauca, Buenaventura, Corozal, Florencia, Girardot/Flandes, Ipiales, La Macarena, Medellín–Olaya Herrera, Mitú, Paipa, Pitalito, Puerto Asís, Puerto Carreño, Puerto Inirida, Puerto Leguízamo, Quibdó, San José del Guaviare, San Vicente del Caguán, Saravena, Tame, Tolú, Tumaco, Valencia (Venezuela) (Finaliza 30 de agosto de 2025), Villagarzón, Villavicencio | N/A           |
| Spirit Airlines          | Fort Lauderdale Estacional: Orlando | N/A           |
| Turkish Airlines         | Estambul | Star Alliance |
| Turpial Airlines         | Valencia (VE) | N/A           |
| United Airlines          | Houston–Intercontinental, Newark | Star Alliance |
| Viva                     | Cancún, Ciudad de México–AIFA, Guadalajara, Monterrey | N/A           |
| Volaris                  | Ciudad de México | N/A           |
| Wingo                    | Armenia, Aruba, Barranquilla, Bucaramanga, Cali, Cancún, Caracas, Cartagena, Ciudad de Panamá–Balboa, Ciudad de Guatemala (Inicia 27 de octubre de 2025), La Habana, Lima (Finaliza 9 de agosto del 2025), Medellín–JMC, Pereira, Punta Cana, San José de Costa Rica, Santa Marta, Santo Domingo–Las Américas Estacional: Curazao | N/A           |

Notas
1. ↑  Los vuelos de Clic Air operan en el T2.
2. ↑  El vuelo de Edelweiss Air de Bogotá a Zúrich tiene una escala en Cartagena.
3. ↑  Los vuelos de JetSMART Colombia operan en el T2.
4. ↑  El vuelo de KLM de Bogotá a Ámsterdam tiene una escala en Cartagena.
5. ↑  El vuelo Plus Ultra Líneas Aéreas de Bogotá a Madrid tiene una escala en Cartagena.
6. ↑  Los vuelos domésticos de SATENA operan en el T2.
7. ↑  El vuelo de Turkish Airlines de Bogotá a Estambul tiene una escala en Ciudad de Panamá.

### Carga
| Aerolíneas                                            | Destinos |
| ----------------------------------------------------- | --- |
| 21 Air                                                | Miami |
| ABX Air                                               | Cincinnati, Miami |
| AerCaribe                                             | Aruba, Barranquilla, Bucaramanga, Cali, Caracas, Ciudad de Panamá–Tocumen, Curazao, Iquitos, Leticia, Lima, Maracaibo, Miami, Quito, San José de Costa Rica–Juan Santamaría, Santa Cruz de la Sierra–Viru Viru, Villavicencio |
| Aerosucre                                             | Arauca, Aruba, Barranquilla, Cali, Caracas, Ciudad de Guatemala, Ciudad de Panamá–Tocumen, Curazao, Quito, Leticia, Lima, Medellín–JMC, Puerto Inirida, San Andrés Islas, Valencia (Venezuela) |
| AeroUnion                                             | Ciudad de México–AIFA, Los Ángeles, Mérida, Miami, San Salvador |
| Air Canada Cargo                                      | Miami, Toronto–Pearson |
| Amerijet International                                | Miami, San Juan |
| Atlas Air                                             | Miami, Quito |
| Avianca Cargo                                         | Asunción, Barranquilla, Buenos Aires–Ezeiza, Cali, Campinas, Ciudad del Este, Ciudad de Guatemala, Ciudad de México/AIFA, Ciudad de Panamá–Tocumen, Curitiba, Guayaquil, Lima, Los Ángeles, Manaos, Medellín–JMC, Miami, Montevideo, Quito, Santiago de Chile, San José de Costa Rica, San Salvador, Santo Domingo–Las Américas, São Paulo–Guarulhos, Vitória |
| Cargojet Airways                                      | Cincinnati, Ciudad de Panamá–Tocumen, Hamilton (ON), Miami |
| Copa Airlines Cargo                                   | Ciudad de Panamá–Tocumen, Caracas |
| DHL Aero Expreso                                      | Campinas, Ciudad de Panamá–Tocumen, Miami |
| DHL Aviation                                          | Campinas, Caracas, Cincinnati, Ciudad de Panamá–Tocumen, Miami |
| Ethiopian Airlines Cargo                              | Adís Abeba, Ciudad de México–AIFA, Lieja, Miami, Quito, Zaragoza |
| FedEx Express                                         | Medellín–JMC, Memphis, Miami |
| KLM Cargo (operado por Martinair)                     | Ámsterdam, Miami |
| LATAM Cargo Brasil                                    | Asunción, Brasilia, Campinas, Caracas, Ciudad del este, Curitiba, Florianópolis, Manaos, Miami, Río de Janeiro–Galeão, Salvador de Bahía, São José dos Campos, São Paulo–Guarulhos, Vitória |
| LATAM Cargo Chile                                     | Ámsterdam, Antofagasta, Asunción, Buenos Aires–Ezeiza, Cabo Frío, Campinas, Ciudad del Este, Florianópolis, Lima, Medellín–JMC, Miami, Montevideo, Quito, San José de Costa Rica, Santiago de Chile, São Paulo–Guarulhos |
| LATAM Cargo Colombia                                  | Ámsterdam, Antofagasta, Asunción, Barranquilla, Belo Horizonte–Confins, Brasilia, Bruselas, Buenos Aires–Ezeiza, Campinas, Cali, Chicago–O'Hare, Ciudad del Este, Ciudad de Guatemala, Ciudad de Panamá–Tocumen, Curitiba, Espargos, Florianópolis, Fráncfort, Huntsville, Lieja, Los Ángeles, Lima, Madrid, Manaos, Medellín–JMC, Miami, Montevideo, Nueva York–JFK, Porto Alegre, Quito, Río de Janeiro–Galeão, Santiago de Chile, San José de Costa Rica, Santo Domingo–Las Américas, São Paulo–Guarulhos, Zaragoza |
| LATAM Cargo Ecuador                                   | Miami, Quito |
| Lufthansa Cargo                                       | Fráncfort |
| Maersk Air Cargo (operado por Amerijet International) | Anchorage, Greenville/Spartanburg, Seul–Incheon, Zhengzhou |
| Mas Air                                               | Ciudad de México–AIFA, Ciudad de Panamá–Tocumen, Guadalajara, Estacional: Quito |
| Qatar Airways Cargo                                   | Ámsterdam, Doha, Lagos, Luxemburgo, Miami, São Paulo–Guarulhos |
| Sky Lease Cargo                                       | Chárter: Miami |
| Solar Cargo                                           | Caracas, Maracaibo, Valencia |
| Turkish Airlines Cargo                                | Estambul, Lieja, Miami |
| Uniworld Air Cargo                                    | Chárter Estacional: Caracas, Ciudad de Panamá–Tocumen |
| UPS Airlines                                          | Louisville, Miami Estacional: Quito |
| Western Global Airlines                               | Chárter Estacional: Miami |

Aerolíneas de carga adicionales que operan en Bogotá
- Air Transport International
- Kalitta Air
- National Airlines (N8)
- Northern Air Cargo
- Polar Air

### Destinos nacionales

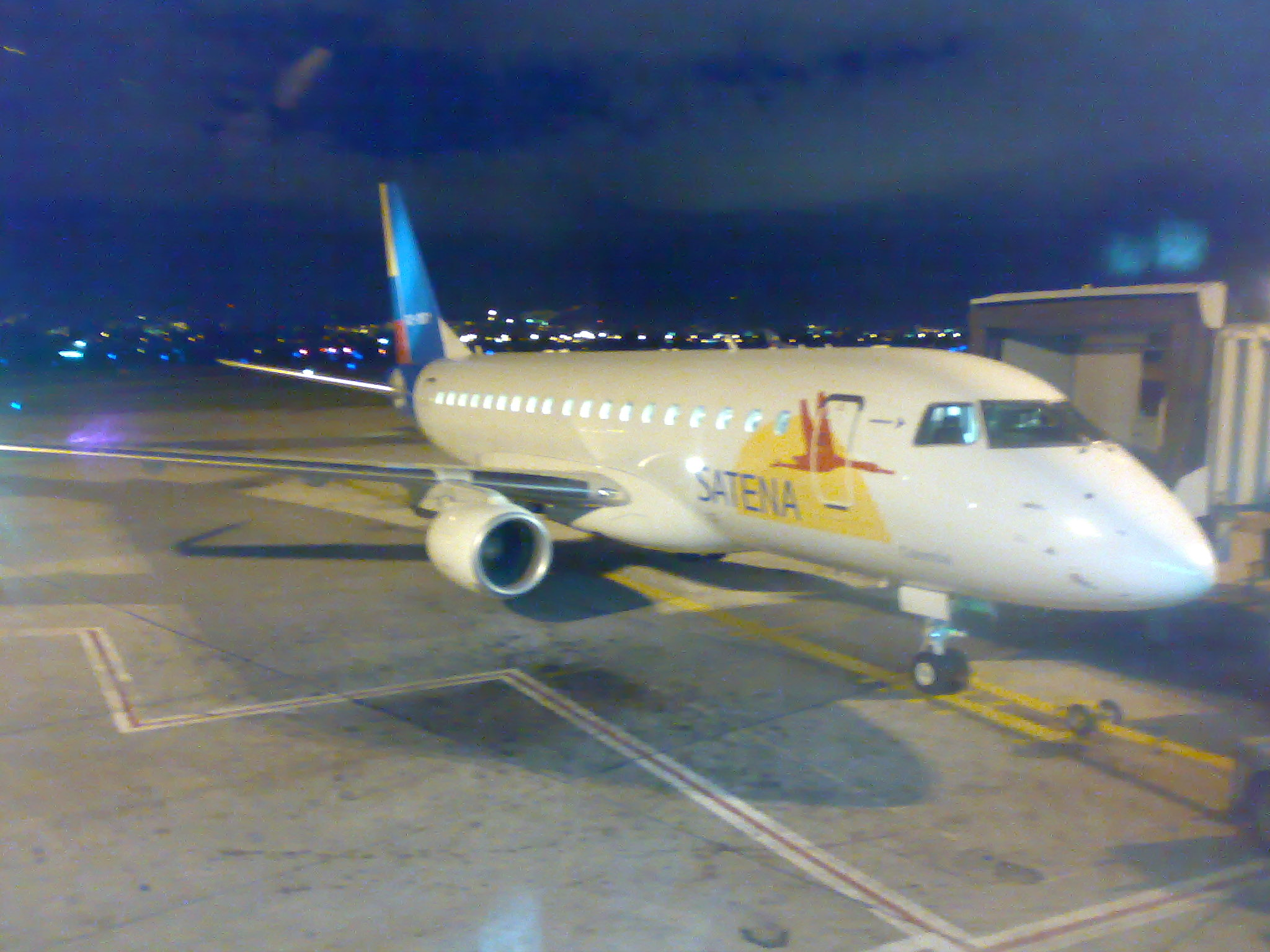
Embraer 170 de Satena en la Terminal Nacional.

Rutas nacionales del Aeropuerto Internacional El Dorado hasta el 11 de enero de 2025.

Se brinda servicio a 24 ciudades dentro del país a cargo de 6 aerolíneas, de las cuales Clic Air, JetSMART Colombia y SATENA operan desde el T2.
| Aerolíneas      | Destinos |
| --------------- | --- |
| Avianca         | Arauca, Armenia, Barranquilla, Bucaramanga, Cali, Cartagena, Cúcuta, Leticia, Medellín–JMC, Montería, Pasto, Pereira, Quibdó, Riohacha, San Andrés Islas, Santa Marta, Valledupar |
| Avianca Express | Barrancabermeja, Bucaramanga, Cúcuta, Ibagué, Ipiales, Neiva, Santa Marta, Pereira, Popayán, Villavicencio, Yopal                                                                 |
| LATAM Colombia  | Armenia, Barranquilla, Bucaramanga, Cali, Cartagena, Cúcuta, Ibagué, Leticia, Medellín–JMC, Montería, Neiva, Pasto, Pereira, Riohacha, San Andrés Islas, Santa Marta, Yopal       |
| Wingo           | Armenia, Barranquilla, Bucaramanga, Cali, Cartagena, Medellín–JMC, Pereira, Santa Marta                                                                                           |

### Destinos internacionales

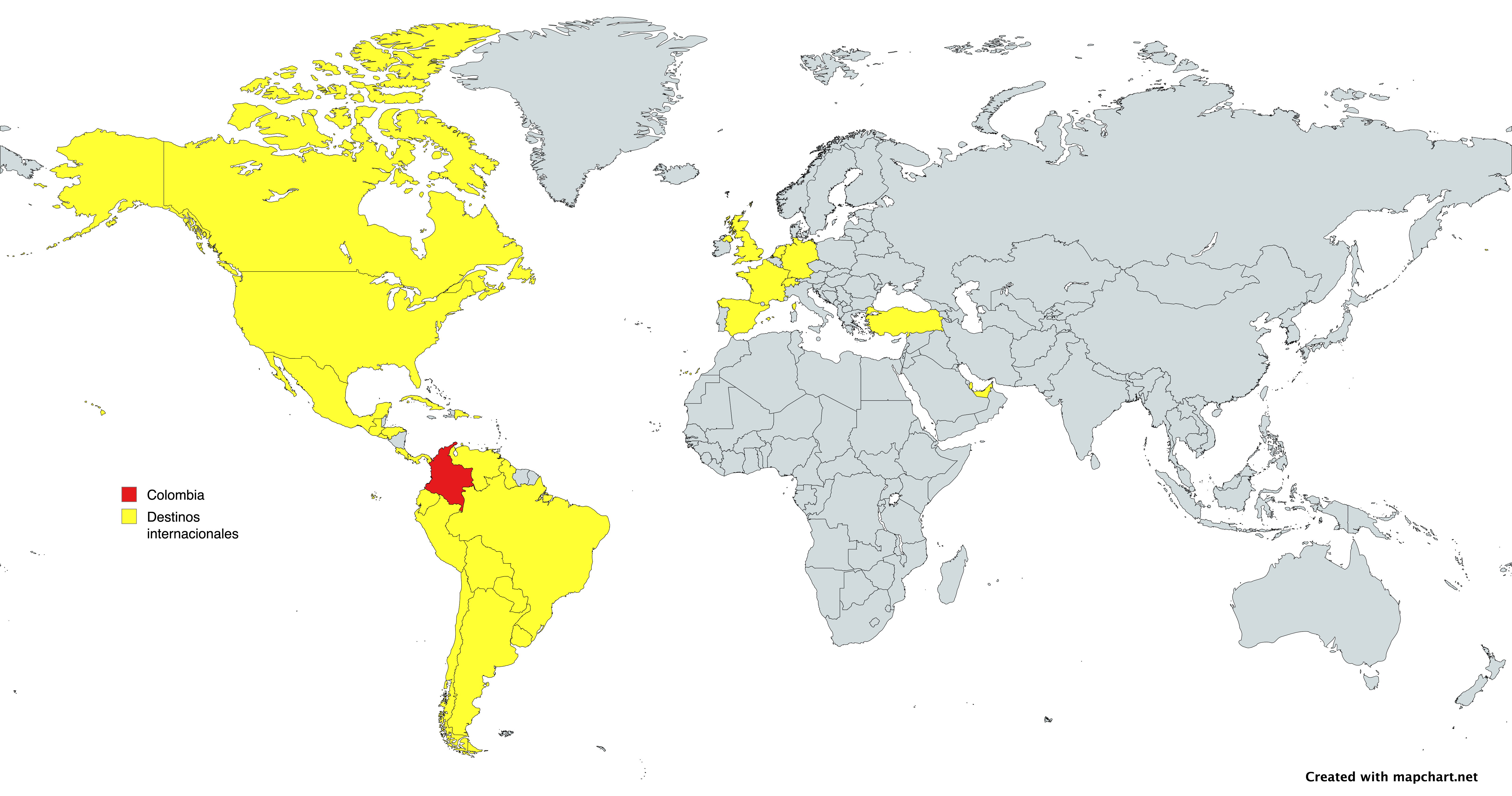
Destinos internacionales que opera el Aeropuerto Internacional El Dorado

Se ofrece servicio a 59 destinos internacionales (4 estacionales), a cargo de 37 aerolíneas.
| Ciudades por países                                           | Nombre del aeropuerto                                             | Aerolíneas | Aeronaves                                                     | Frecuencias semanales                       |
| Norteamérica                                                  | Norteamérica                                                      | Norteamérica | Norteamérica                                                  | Norteamérica                                |
| ------------------------------------------------------------- | ----------------------------------------------------------------- | --- | ------------------------------------------------------------- | ------------------------------------------- |
| Canadá (2 destinos, 2 aerolíneas)                             |                                                                   | |                                                               |                                             |
| Montreal                                                      | Aeropuerto Internacional Pierre Elliott Trudeau                   | Air Canada / Avianca                                                                                              | A333 / A20N                                                   | 7                                           |
| Toronto                                                       | Aeropuerto Internacional Toronto Pearson                          | Air Canada / Avianca                                                                                              | A333 / A20N                                                   | 11                                          |
| Estados Unidos (12 destinos [1 estacional], 9 aerolíneas)     |                                                                   | |                                                               |                                             |
| Atlanta                                                       | Aeropuerto Internacional Hartsfield-Jackson                       | Delta Air Lines                                                                                                   | B752                                                          | 14                                          |
| Boston                                                        | Aeropuerto Internacional Logan                                    | Avianca | A20N                                                          | 3                                           |
| Chicago                                                       | Aeropuerto Internacional O'Hare                                   | Avianca | A20N                                                          | 7                                           |
| Dallas                                                        | Aeropuerto Internacional de Dallas-Fort Worth                     | American Airlines / Avianca                                                                                       | B38M / A20N                                                   | 11                                          |
| Fort Lauderdale                                               | Aeropuerto Internacional de Fort Lauderdale-Hollywood             | Avianca / Spirit Airlines                                                                                         | A320, A20N / A20N                                             | 10                                          |
| Houston                                                       | Aeropuerto Intercontinental George Bush                           | United Airlines                                                                                                   | B38M                                                          | 14                                          |
| Miami                                                         | Aeropuerto Internacional de Miami                                 | American Airlines / Avianca / Emirates / LATAM Chile / LATAM Colombia                                             | B38M / A320, A20N, B788 / B77W / B788, B789 / A320            | 77                                          |
| Newark                                                        | Aeropuerto Internacional Libertad de Newark                       | United Airlines                                                                                                   | B38M                                                          | 14                                          |
| Nueva York                                                    | Aeropuerto Internacional John F. Kennedy                          | Avianca | A20N, B788                                                    | 21                                          |
| Orlando                                                       | Aeropuerto Internacional de Orlando                               | Avianca / LATAM Colombia / Spirit Airlines (Estacional)                                                           | A20N / A320 / A20N                                            | 24                                          |
| Tampa                                                         | Aeropuerto Internacional de Tampa                                 | Avianca | A320, A20N                                                    | 7                                           |
| Washington D. C.                                              | Aeropuerto Internacional de Washington-Dulles                     | Avianca | A20N                                                          | 11                                          |
| México (4 destinos [1 estacional], 5 aerolíneas)              |                                                                   | |                                                               |                                             |
| Cancún                                                        | Aeropuerto Internacional de Cancún                                | Avianca / Viva / Wingo (Estacional)                                                                               | A320, A20N / A320 / B738                                      | 35                                          |
| Ciudad de México                                              | Aeropuerto Internacional de la Ciudad de México                   | Aeroméxico / Avianca / Volaris                                                                                    | B738, B38M / A320, A20N / A20N                                | 56                                          |
| Ciudad de México                                              | Aeropuerto Internacional Felipe Ángeles                           | Viva | A320, A20N, A21N                                              | 7                                           |
| Guadalajara                                                   | Aeropuerto Internacional de Guadalajara                           | Viva | A320, A20N                                                    | 2                                           |
| Monterrey                                                     | Aeropuerto Internacional de Monterrey                             | Avianca (Inicia 26 de octubre del 2025) / Viva                                                                    | A320, A20N / A20N, A320, A21N                                 | 4 (8 a partir del 26 de octubre del 2025)   |
| Centroamérica y El Caribe                                     |                                                                   | |                                                               |                                             |
| Aruba (1 destino [1 estacional], 4 aerolíneas)                |                                                                   | |                                                               |                                             |
| Oranjestad                                                    | Aeropuerto Internacional Reina Beatrix                            | Avianca / Avianca Ecuador / LATAM Colombia (Estacional) (reinicia el 1 de diciembre de 2025) / Wingo              | A319, A320 / A320 / A320 / B738                               | 10 (13 a partir del 1 de diciembre de 2025) |
| Costa Rica (1 destino, 3 aerolíneas)                          |                                                                   | |                                                               |                                             |
| San José                                                      | Aeropuerto Internacional Juan Santamaría                          | Avianca / Avianca Costa Rica / Wingo                                                                              | A320, A20N / A320, A20N / B738                                | 24                                          |
| Cuba (1 destino, 2 aerolíneas)                                |                                                                   | |                                                               |                                             |
| La Habana                                                     | Aeropuerto Internacional José Martí                               | Avianca (Finaliza 31 de agosto del 2025) / Wingo                                                                  | A320 / B738                                                   | 11 (4 a partir del 31 de agosto del 2025)   |
| Curazao (1 destino [estacional], 3 aerolíneas)                |                                                                   | |                                                               |                                             |
| Willemstad                                                    | Aeropuerto Internacional Hato                                     | Avianca / Avianca Ecuador / LATAM Colombia (Estacional) (reinicia el 1 de diciembre de 2025) / Wingo (Estacional) | A320, A20N / A320 / A320 / B738                               | 18 (21 a partir del 1 de diciembre de 2025) |
| El Salvador (1 destino, 2 aerolíneas)                         |                                                                   | |                                                               |                                             |
| San Salvador                                                  | Aeropuerto Internacional de El Salvador                           | Avianca / Avianca El Salvador                                                                                     | A320 / A320, A20N                                             | 28                                          |
| Guatemala (1 destino, 2 aerolíneas)                           |                                                                   | |                                                               |                                             |
| Ciudad de Guatemala                                           | Aeropuerto Internacional La Aurora                                | Avianca / Avianca Guatemala / Wingo (Inicia 27 de octubre de 2025)                                                | A320, A20N / A320 / B738                                      | 17                                          |
| Panamá (1 destino, 4 aerolíneas)                              |                                                                   | |                                                               |                                             |
| Ciudad de Panamá                                              | Aeropuerto Internacional de Tocumen                               | Avianca / Avianca Ecuador / Copa Airlines                                                                         | A320, A20N / A320 / B737, B738, B39M                          | 82                                          |
| Ciudad de Panamá                                              | Aeropuerto Internacional Panamá Pacífico                          | Wingo | B738                                                          | 7                                           |
| Puerto Rico (1 destino, 1 aerolínea)                          |                                                                   | |                                                               |                                             |
| San Juan                                                      | Aeropuerto Internacional Luis Muñoz Marín                         | Avianca | A320, A20N                                                    | 10                                          |
| República Dominicana (2 destinos, 3 aerolíneas)               |                                                                   | |                                                               |                                             |
| Punta Cana                                                    | Aeropuerto Internacional de Punta Cana                            | Arajet / Avianca / Wingo                                                                                          | B38M / A20N / B738                                            | 25                                          |
| Santo Domingo                                                 | Aeropuerto Internacional Las Américas                             | Arajet / Avianca / Wingo                                                                                          | B38M / A320, A20N / B738                                      | 19                                          |
| Suramérica                                                    |                                                                   | |                                                               |                                             |
| Argentina (2 destinos, 3 aerolíneas)                          |                                                                   | |                                                               |                                             |
| Buenos Aires                                                  | Aeropuerto Internacional Ministro Pistarini                       | Avianca / Avianca Ecuador                                                                                         | A20N, B788 / A320                                             | 24                                          |
| Buenos Aires                                                  | Aeroparque Jorge Newbery                                          | Aerolíneas Argentinas / Avianca                                                                                   | B737 / A20N                                                   | 17                                          |
| Córdoba                                                       | Aeropuerto Internacional Ingeniero Aeronáutico Ambrosio Taravella | Avianca Ecuador                                                                                                   | A320                                                          | 3                                           |
| Bolivia (2 destinos, 1 aerolínea)                             |                                                                   | |                                                               |                                             |
| La Paz                                                        | Aeropuerto Internacional El Alto                                  | Avianca | A20N                                                          | 11                                          |
| Santa Cruz de la Sierra                                       | Aeropuerto Internacional Viru Viru                                | Avianca | A20N                                                          | 7                                           |
| Brasil (5 destinos, 3 aerolíneas)                             |                                                                   | |                                                               |                                             |
| Belém                                                         | Aeropuerto Internacional de Belém                                 | Avianca (inicia el 27 de octubre de 2025) / LATAM Colombia (Estacional) (inicia el 1 de noviembre de 2025)        | A320 / A320                                                   | 6                                           |
| Brasilia                                                      | Aeropuerto Internacional Presidente Juscelino Kubitschek          | Gol Linhas Aéreas                                                                                                 | B38M                                                          | 3                                           |
| Manaos                                                        | Aeropuerto Internacional Eduardo Gomes                            | Avianca / Gol Linhas Aéreas                                                                                       | A320, A20N / B38M                                             | 9                                           |
| Río de Janeiro                                                | Aeropuerto Internacional de Galeão                                | Avianca | A20N                                                          | 14                                          |
| São Paulo                                                     | Aeropuerto Internacional de São Paulo-Guarulhos                   | Avianca / LATAM Colombia                                                                                          | A20N, B788 / A320                                             | 42                                          |
| Chile (1 destino, 3 aerolíneas)                               |                                                                   | |                                                               |                                             |
| Santiago de Chile                                             | Aeropuerto Internacional Arturo Merino Benítez                    | Avianca / JetSMART (Estacional) / LATAM Chile                                                                     | A20N, B788 / A20N / A332 (operado por Wamos Air), B788, B789  | 42                                          |
| Ecuador (2 destinos, 3 aerolíneas)                            |                                                                   | |                                                               |                                             |
| Guayaquil                                                     | Aeropuerto Internacional José Joaquín de Olmedo                   | Avianca / Avianca Ecuador                                                                                         | A20N / A319, A320                                             | 39                                          |
| Quito                                                         | Aeropuerto Internacional Mariscal Sucre                           | Avianca / Avianca Ecuador / LATAM Ecuador                                                                         | A320, A20N / A319, A320 / A319                                | 42                                          |
| Guyana (1 destino, 1 aerolínea)                               |                                                                   | |                                                               |                                             |
| Georgetown                                                    | Aeropuerto Internacional Cheddi Jagan                             | Avianca | A20N                                                          | 3                                           |
| Paraguay (1 destino, 1 aerolínea)                             |                                                                   | |                                                               |                                             |
| Asunción                                                      | Aeropuerto Internacional Silvio Pettirossi                        | Avianca | A20N                                                          | 3                                           |
| Perú (2 destinos, 4 aerolíneas)                               |                                                                   | |                                                               |                                             |
| Cuzco                                                         | Aeropuerto Internacional Alejandro Velasco Astete                 | Avianca | A20N                                                          | 4                                           |
| Lima                                                          | Aeropuerto Internacional Jorge Chávez                             | Avianca / LATAM Colombia / LATAM Perú                                                                             | A320, A20N / A320 / A319, A320, A20N, B763                    | 67                                          |
| Uruguay (1 destino, 1 aerolínea)                              |                                                                   | |                                                               |                                             |
| Montevideo                                                    | Aeropuerto Internacional de Carrasco                              | Avianca | A20N                                                          | 5                                           |
| Venezuela (2 destinos, 7 aerolíneas)                          |                                                                   | |                                                               |                                             |
| Caracas                                                       | Aeropuerto Internacional de Maiquetía Simón Bolívar               | Avianca / Avior Airlines / Laser Airlines / LATAM Colombia / Wingo                                                | A320 / B734 / MD82 / A320 / B738                              | 23                                          |
| Valencia                                                      | Aeropuerto Internacional Arturo Michelena                         | SATENA (Finaliza 30 de agosto de 2025) / Turpial Airlines                                                         | E145 / B734                                                   | 4                                           |
| Asia                                                          |                                                                   | |                                                               |                                             |
| EAU (1 destino, 1 aerolínea)                                  |                                                                   | |                                                               |                                             |
| Dubái                                                         | Aeropuerto Internacional de Dubái (vía MIA)                       | Emirates | B77W                                                          | 7                                           |
| Europa                                                        |                                                                   | |                                                               |                                             |
| Alemania (1 destino, 1 aerolínea)                             |                                                                   | |                                                               |                                             |
| Fráncfort                                                     | Aeropuerto de Fráncfort del Meno                                  | Lufthansa | B789                                                          | 5                                           |
| España (2 destinos, 4 aerolíneas)                             |                                                                   | |                                                               |                                             |
| Barcelona                                                     | Aeropuerto Josep Tarradellas Barcelona-El Prat                    | Avianca | B788                                                          | 7                                           |
| Madrid                                                        | Aeropuerto Adolfo Suárez Madrid-Barajas                           | Air Europa / Avianca / Iberia / Plus Ultra Líneas Aéreas (vía CTG)                                                | B788 / B788 / A359 / A332, B772 (operado por Privilege Style) | 56                                          |
| Francia (1 destino, 2 aerolíneas)                             |                                                                   | |                                                               |                                             |
| París                                                         | Aeropuerto de París-Charles de Gaulle                             | Air France / Avianca                                                                                              | A359 / B788                                                   | 14                                          |
| Países Bajos (1 destino, 1 aerolínea)                         |                                                                   | |                                                               |                                             |
| Ámsterdam                                                     | Aeropuerto de Ámsterdam-Schiphol (vía CTG)                        | KLM | B789, B78X, B772                                              | 7                                           |
| Reino Unido (1 destino, 1 aerolínea)                          |                                                                   | |                                                               |                                             |
| Londres                                                       | Aeropuerto de Londres-Heathrow                                    | Avianca | B788                                                          | 7                                           |
| Suiza (1 destino [estacional], 1 aerolínea)                   |                                                                   | |                                                               |                                             |
| Zúrich                                                        | Aeropuerto Internacional de Zúrich (vía CTG)                      | Edelweiss Air (Estacional)                                                                                        | A343, A359 (a partir del 29 de octubre de 2025)               | 2                                           |
| Turquía (1 destino, 1 aerolínea)                              |                                                                   | |                                                               |                                             |
| Estambul                                                      | Aeropuerto de Estambul (vía PTY)                                  | Turkish Airlines                                                                                                  | A359                                                          | 7                                           |
| Total: 58 destinos (5 estacionales), 30 países, 37 aerolíneas |                                                                   | |                                                               |                                             |

### Aerolíneas extintas
- Air ALM: (Aruba / Bonaire / Curazao)
- Aces: (Caracas / Ciudad de Panamá–Tocumen  / Fort Lauderdale / Lima / Miami / Puerto Plata / Punta Cana / Quito / San José de Costa Rica / Santo Domingo–Las Américas y vuelos nacionales)
- Aerocóndor: (Aruba / Ciudad de Guatemala / Ciudad de Panamá–Tocumen / Curazao / Miami / Puerto Príncipe / Santo Domingo–Las Américas y vuelos nacionales)
- Aero Continente: (Caracas / Guayaquil / Lima)
- AeroPerú: (Caracas / Quito / Lima)
- AeroTACA: (Vuelos Regionales)
- Aerotal: (Miami y vuelos nacionales)
- Air Aruba: (Aruba)
- Air Comet: (Madrid)
- Air Madrid: (Cartagena / Madrid / Tenerife)
- Alitalia: (Roma–Fiumicino)
- Avensa: (Caracas / Lima / Quito)
- Avianca Brasil: (Fortaleza / Resife / Salvador de Bahía / São Paulo–Guarulhos)
- Avianca Perú: (Cusco / Lima)
- Braniff International: (Cali / Ciudad de México / Dallas/Fort Worth / Kansas City / Lima / Los Ángeles / Manaus / Miami / Mineápolis/St.Paul / Nueva York–JFK / Newark / Quito / San Francisco)
- British Caledonian: (Caracas / Lima / Londres–Heathrow / San Juan)
- BOAC: (Caracas / Barbados / Bermudas / Puerto España / Londres–Heathrow)
- Dutch Antilles Express: (Curazao)
- Eastern Airlines: (Cali / Ciudad de Panamá–Tocumen / Guayaquil / Lima / Los Ángeles / Miami / Nueva York–JFK / Quito)
- Ecuatoriana de Aviación: (Caracas / Guayaquil / Quito)
- Icaro Air: (Guayaquil / Quito)
- Intercontinental de Aviación: (Cancún / Ciudad de Panamá–Tocumen / La Habana y vuelos nacionales)
- Interjet: (Cancún / Ciudad de México)
- Isleña de Aviación: (San Andrés Islas)
- Ladeco: (Arica / Cancún / Ciudad de Guatemala / Guayaquil / Iquique / Miami / Montego Bay / Santiago de Chile Absorbida por LATAM Airlines)
- JD Valenciana: (Valencia (VE))
- LANSA: (Cali / Cartagena / Ciudad de Panamá–Tocumen / Magangué / Medellín–JMC Absorbida por Avianca)
- LAP: (Asunción Ahora LATAM Paraguay)
- Lloyd Aéreo Boliviano: (Caracas / La Paz / Santa Cruz de la Sierra–Viru Viru)
- Mexicana de Aviación: (Cancún / Ciudad de México)
- Saeta: (Caracas / Guayaquil / Lima / Quito)
- SAM: (Aruba / Barranquilla / Cartagena / Ciudad de Guatemala (vía ADZ y SJO / Ciudad de Panamá–Tocumen (vía MDE / Cúcuta / Leticia / Medellín–JMC / Montería / Pereira / Riohacha / San Andrés Islas / San José de Costa Rica (vía ADZ / Santa Marta / Valledupar Absorbida por Avianca que operan estos destinos)
- Servivensa: (Caracas / Ciudad de Guatemala / Lima / Quito / San Antonio de Táchira / San Cristóbal / San José de Costa Rica / Valencia (VE))
- TAME: (Caracas / Guayaquil / Quito)
- Ultra Air: (Medellín–JMC / San Andrés Islas / Cartagena / Cali / Santa Marta)
- Varig: (Caracas / Ciudad de México / Manaus / Miami / São Paulo–Guarulhos Adquirida por Gol Linhas Aéreas)
- Viasa: (Caracas / Lima / Quito)
- Viva Air Colombia: (Barranquilla / Bucaramanga / Buenos Aires–Ezeiza / Cartagena / Cúcuta / Leticia / Lima / Medellín–JMC / Montería / Pereira / Riohacha / San Andrés Islas / Santa Marta)
- Viva Air Perú: (Lima)
- West Caribbean Airways: (Ciudad de Panamá–Tocumen / San José de Costa Rica y vuelos nacionales)
- Zuliana de Aviación: (Maracaibo / Miami)

### Vuelos cesados
Destinos internacionales
| Ciudad por país                                 | Nombre del aeropuerto                                    | Aerolíneas                                                             |
| Norteamérica                                    | Norteamérica                                             | Norteamérica                                                           |
| ----------------------------------------------- | -------------------------------------------------------- | ---------------------------------------------------------------------- |
| Estados Unidos (7 destinos, 6 aerolíneas)       |                                                          |                                                                        |
| Fort Lauderdale                                 | Aeropuerto Internacional de Fort Lauderdale-Hollywood    | LATAM Colombia                                                         |
| Houston                                         | Aeropuerto Intercontinental George Bush                  | Avianca                                                                |
| Los Ángeles                                     | Aeropuerto Internacional de Los Ángeles                  | Avianca                                                                |
| Miami                                           | Aeropuerto Internacional de Miami                        | Spirit Airlines / World Atlantic Airlines                              |
| Newark                                          | Aeropuerto Internacional Libertad de Newark              | Avianca                                                                |
| Nueva York                                      | Aeropuerto Internacional John F. Kennedy                 | Delta Air Lines / JetBlue Airways / LATAM Colombia / American Airlines |
| Orlando                                         | Aeropuerto Internacional de Orlando                      | JetBlue Airways                                                        |
| San Francisco                                   | Aeropuerto Internacional de San Francisco                | Avianca                                                                |
| México (2 destinos, 4 aerolíneas)               |                                                          |                                                                        |
| Cancún                                          | Aeropuerto Internacional de Cancún                       | Aeroméxico / Copa Airlines Colombia / LATAM Colombia / Volaris         |
| Ciudad de México                                | Aeropuerto Internacional de la Ciudad de México          | Copa Airlines Colombia / Wingo                                         |
| Centroamérica y El Caribe                       |                                                          |                                                                        |
| Aruba (1 destino,2 aerolíneas)                  |                                                          |                                                                        |
| Oranjestad                                      | Aeropuerto Internacional Reina Beatrix                   | Copa Airlines Colombia / LATAM Colombia                                |
| Barbados (1 destino, 1 aerolínea)               |                                                          |                                                                        |
| Bridgetown                                      | Aeropuerto Internacional Grantley Adams                  | Avianca                                                                |
| Costa Rica (1 destino, 1 aerolínea)             |                                                          |                                                                        |
| San José                                        | Aeropuerto Internacional Juan Santamaría                 | Volaris                                                                |
| Cuba (1 destino, 2 aerolíneas)                  |                                                          |                                                                        |
| La Habana                                       | Aeropuerto Internacional José Martí                      | Copa Airlines Colombia / Cubana de Aviación                            |
| Curazao (1 destino, 2 aerolíneas)               |                                                          |                                                                        |
| Willemstad                                      | Aeropuerto Internacional Hato                            | KLM / LATAM Colombia                                                   |
| Honduras (1 destino, 1 aerolínea)               |                                                          |                                                                        |
| Tegucigalpa                                     | Aeropuerto Internacional Toncontín                       | Copa Airlines Colombia                                                 |
| Nicaragua (1 destino, 1 aerolínea)              |                                                          |                                                                        |
| Managua                                         | Aeropuerto Internacional Augusto C. Sandino              | Copa Airlines Colombia                                                 |
| Panamá (1 destino, 3 aerolíneas)                |                                                          |                                                                        |
| Ciudad de Panamá                                | Aeropuerto Internacional de Tocumen                      | Air Panamá / Copa Airlines Colombia / TAP Air Portugal                 |
| República Dominicana (2 destinos, 2 aerolíneas) |                                                          |                                                                        |
| Punta Cana                                      | Aeropuerto Internacional de Punta Cana                   | Copa Airlines Colombia                                                 |
| Santiago de los Caballeros                      | Aeropuerto Internacional del Cibao                       | AraJet                                                                 |
| Suramérica                                      |                                                          |                                                                        |
| Argentina (1 destino, 2 aerolíneas)             |                                                          |                                                                        |
| Buenos Aires                                    | Aeropuerto Internacional Ministro Pistarini              | Aerolíneas Argentinas / LATAM Brasil                                   |
| Brasil (2 destinos, 1 aerolínea)                |                                                          |                                                                        |
| Brasilia                                        | Aeropuerto Internacional Presidente Juscelino Kubitschek | Avianca Costa Rica                                                     |
| Rio de Janeiro                                  | Aeropuerto Internacional de Galeão                       | Avianca Costa Rica                                                     |
| Ecuador (2 destinos, 3 aerolíneas)              |                                                          |                                                                        |
| Guayaquil                                       | Aeropuerto Internacional José Joaquín de Olmedo          | Copa Airlines Colombia / LATAM Ecuador                                 |
| Quito                                           | Aeropuerto Internacional Mariscal Sucre                  | Copa Airlines Colombia                                                 |
| Perú (1 destino, 3 aerolíneas)                  |                                                          |                                                                        |
| Lima                                            | Aeropuerto Internacional Jorge Chávez                    | Sky Airline Perú                                                       |
| Venezuela (4 destinos, 7 aerolíneas)            |                                                          |                                                                        |
| Caracas                                         | Aeropuerto Internacional de Maiquetía Simón Bolívar      | Aeropostal / Viasa / LATAM Perú / Satena / Turpial Airlines            |
| Maracaibo                                       | Aeropuerto Internacional de La Chinita                   | Avior Airlines / LATAM Colombia                                        |
| Valencia                                        | Aeropuerto Internacional Arturo Michelena                | Avianca / Avior Airlines                                               |
| Europa                                          |                                                          |                                                                        |
| Alemania (2 destinos, 1 aerolínea)              |                                                          |                                                                        |
| Fráncfort                                       | Aeropuerto de Fráncfort del Meno                         | Avianca                                                                |
| Múnich                                          | Aeropuerto Internacional de Múnich-Franz Josef Strauss   | Avianca                                                                |
| España (4 destinos, 3 aerolíneas)               |                                                          |                                                                        |
| Alicante                                        | Aeropuerto de Alicante-Elche                             | Avianca                                                                |
| Madrid                                          | Aeropuerto Adolfo Suárez Madrid-Barajas                  | Wamos Air / LATAM Colombia                                             |
| Tenerife                                        | Aeropuerto de Tenerife Sur                               | Avianca                                                                |
| Valencia                                        | Aeropuerto de Valencia                                   | Avianca                                                                |
| Finlandia (1 destino, 2 aerolíneas)             |                                                          |                                                                        |
| Helsinki                                        | Aeropuerto de Helsinki-Vantaa                            | Finnair (Chárter) / Avianca                                            |
| Francia (1 destino, 1 aerolínea)                |                                                          |                                                                        |
| París                                           | Aeropuerto de París-Orly                                 | Avianca                                                                |
| Italia (1 destino, 2 aerolíneas)                |                                                          |                                                                        |
| Roma                                            | Aeropuerto de Roma-Fiumicino                             | Avianca                                                                |
| Países Bajos (1 destino, 1 aerolínea)           |                                                          |                                                                        |
| Ámsterdam                                       | Aeropuerto de Ámsterdam-Schiphol                         | Avianca                                                                |
| Portugal (1 destino, 2 aerolíneas)              |                                                          |                                                                        |
| Lisboa                                          | Aeropuerto de Lisboa                                     | TAP Air Portugal / Avianca                                             |
| Reino Unido (1 destino, 2 aerolíneas)           |                                                          |                                                                        |
| Londres                                         | Aeropuerto de Londres-Heathrow                           | British Airways / Virgin Airways                                       |
| Suecia (1 destino, 1 aerolínea)                 |                                                          |                                                                        |
| Estocolmo                                       | Aeropuerto de Estocolmo-Arlanda                          | Avianca                                                                |
| Suiza (1 destino, 1 aerolínea)                  |                                                          |                                                                        |
| Zúrich                                          | Aeropuerto Internacional de Zúrich                       | Avianca                                                                |

Destinos nacionales
| Ciudad por país        | Nombre del aeropuerto                           | Aerolíneas                       |
| Colombia               | Colombia                                        | Colombia                         |
| ---------------------- | ----------------------------------------------- | -------------------------------- |
| Armenia                | Aeropuerto Internacional El Edén                | SATENA                           |
| Barrancabermeja        | Aeropuerto Yariguíes                            | LATAM Colombia                   |
| Barranquilla           | Aeropuerto Internacional Ernesto Cortissoz      | Copa Airlines Colombia           |
| Bucaramanga            | Aeropuerto Internacional Palonegro              | Copa Airlines Colombia           |
| Buenaventura           | Aeropuerto Gerardo Tobar López                  | LATAM Colombia                   |
| Cali                   | Aeropuerto Internacional Alfonso Bonilla Aragón | Copa Airlines Colombia / Satena  |
| Cartagena de Indias    | Aeropuerto Internacional Rafael Núñez           | Copa Airlines Colombia           |
| Cartago                | Aeropuerto Santa Ana                            | Copa Airlines Colombia / Clic    |
| Corozal                | Aeropuerto Las Brujas                           | Avianca Express                  |
| Cúcuta                 | Aeropuerto Internacional Camilo Daza            | Copa Airlines Colombia           |
| Cumaribo               | Aeropuerto Cumaribo                             | Satena                           |
| Florencia              | Aeropuerto Gustavo Artunduaga                   | Avianca Express / LATAM Colombia |
| Guapi                  | Aeropuerto Juan Casiano                         | LATAM Colombia                   |
| Ipiales                | Aeropuerto San Luis                             | LATAM Colombia                   |
| Leticia                | Aeropuerto Internacional Alfredo Vásquez Cobo   | Copa Airlines Colombia / Satena  |
| Magangué               | Aeropuerto Baracoa de Magangué                  | Satena                           |
| Manizales              | Aeropuerto de La Nubia                          | LATAM Colombia                   |
| Medellín               | Aeropuerto Internacional José María Córdova     | Copa Airlines Colombia           |
| Montería               | Aeropuerto Los Garzones                         | Copa Airlines Colombia           |
| Neiva                  | Aeropuerto Benito Salas                         | Satena                           |
| Pasto                  | Aeropuerto Antonio Nariño                       | Satena                           |
| Pereira                | Aeropuerto Internacional Matecaña               | Copa Airlines Colombia / Satena  |
| Pitalito               | Aeropuerto Contador                             | LATAM Colombia / TAC             |
| Popayán                | Aeropuerto Guillermo León Valencia              | LATAM Colombia / Satena          |
| Quibdó                 | Aeropuerto El Caraño                            | LATAM Colombia                   |
| San Andrés Isla        | Aeropuerto Internacional Gustavo Rojas Pinilla  | Satena                           |
| San Vicente del Caguán | Aeropuerto Eduardo Falla Solano                 | LATAM Colombia                   |
| Santa Marta            | Aeropuerto Internacional Simón Bolívar          | Copa Airlines Colombia / Clic    |
| Sogamoso               | Aeropuerto Alberto Lleras Camargo               | Satena                           |
| Tame                   | Aeropuerto Gabriel Vargas Santos                | LATAM Colombia                   |
| Tuluá                  | Aeropuerto Heriberto Gil Martínez               | TAC                              |
| Valledupar             | Aeropuerto Alfonso López Pumarejo               | LATAM Colombia                   |
| Villavicencio          | Aeropuerto Vanguardia                           | LATAM Colombia                   |
| Yopal                  | Aeropuerto El Alcaraván                         | Satena                           |

## Estadísticas

### Rutas más transitadas
| Número | Ciudad                                     | Pasajeros | Aerolínea                                            |
| ------ | ------------------------------------------ | --------- | ---------------------------------------------------- |
| 1      | Medellín, Antioquia                        | 4,449,875 | Avianca, LATAM Colombia, Wingo, JetSMART Colombia    |
| 2      | Cali, Valle del Cauca                      | 3,308,108 | Avianca, LATAM Colombia, Wingo                       |
| 3      | Cartagena, Bolívar                         | 3,285,214 | Avianca, LATAM Colombia, JetSMART Colombia           |
| 4      | Barranquilla, Atlántico                    | 2,100,919 | Avianca, LATAM Colombia                              |
| 5      | Santa Marta, Magdalena                     | 2,028,682 | Avianca, LATAM Colombia, Wingo, JetSMART Colombia    |
| 6      | Bucaramanga, Santander                     | 1,586,004 | Avianca, LATAM Colombia                              |
| 7      | Pereira, Risaralda                         | 1,453,509 | Avianca, Clic Air, LATAM Colombia, JetSMART Colombia |
| 8      | Cúcuta, Norte de Santander                 | 1,153,576 | Avianca, LATAM Colombia                              |
| 9      | San Andrés Islas, San Andrés y Providencia | 1,149,471 | Avianca, LATAM Colombia, Wingo                       |
| 10     | Montería, Córdoba                          | 868,047   | Avianca, LATAM Colombia                              |

| Número | Ciudad                   | Pasajeros | Aerolínea                                               |
| ------ | ------------------------ | --------- | ------------------------------------------------------- |
| 1      | Madrid, España           | 1.095.936 | Air Europa, Avianca, Iberia, Plus Ultra Líneas Aéreas   |
| 2      | Ciudad de Panamá, Panamá | 783.763   | Avianca Ecuador, Copa Airlines, Turkish Airlines, Wingo |
| 3      | Miami, Florida           | 782.037   | American Airlines, Avianca, LATAM Chile, LATAM Colombia |
| 4      | Lima, Perú               | 655.537   | Avianca, LATAM Perú, Wingo                              |
| 5      | Santiago de Chile, Chile | 631.236   | Avianca, JetSMART, LATAM Chile, Sky Airline             |
| 6      | São Paulo, Brasil        | 426.863   | Avianca, LATAM Brasil                                   |
| 7      | Ciudad de México, México | 410.976   | Aeroméxico, Avianca, Viva, Volaris, Wingo               |
| 8      | Buenos Aires, Argentina  | 305.108   | Avianca                                                 |
| 9      | Fort Lauderdale, Florida | 231.606   | Avianca, JetBlue Airways, Spirit Airlines               |
| 10     | Barcelona, España        | 174.211   | Avianca                                                 |

### Tráfico anual
Ver fuente y consulta Wikidata.
| Año  | Pasajeros  | Carga   | Año  | Pasajero   | Carga   | Año  | Pasajeros  | Carga   |
| ---- | ---------- | ------- | ---- | ---------- | ------- | ---- | ---------- | ------- |
| 2000 | 7.212.583  | 378.035 | 2010 | 18.934.203 | 594.946 | 2020 | 10.816,372 |         |
| 2001 | 7.380.052  | 374.608 | 2011 | 20.427.603 | 648.221 | 2021 | 22,091,112 |         |
| 2002 | 7.533.000  | 420.605 | 2012 | 22.525.873 | 637.153 | 2022 | 34.317,789 |         |
| 2003 | 7.281.664  | 482.152 | 2013 | 24.956.483 | 622.145 | 2023 | 39.485,864 | 769.607 |
| 2004 | 10.003.434 | 531.474 | 2014 | 27.430.266 | 636.657 | 2024 | 45.802.360 | 809.021 |
| 2005 | 10.711.108 | 561.318 | 2015 | 29.956.551 | 670.222 | 2025 |            |         |
| 2006 | 11.771.284 | 590.931 | 2016 | 31.041.841 | 674.201 | 2026 |            |         |
| 2007 | 12.763.979 | 585.598 | 2017 | 30.989.632 | 706.803 | 2027 |            |         |
| 2008 | 13.548.420 | 578.812 | 2018 | 32.716.468 | 741.502 | 2028 |            |         |
| 2009 | 14.899.199 | 512.844 | 2019 | 34.975.009 | 589.148 | 2029 |            |         |